# Tutti frutti (mat)
För andra betydelser, se Tutti frutti.

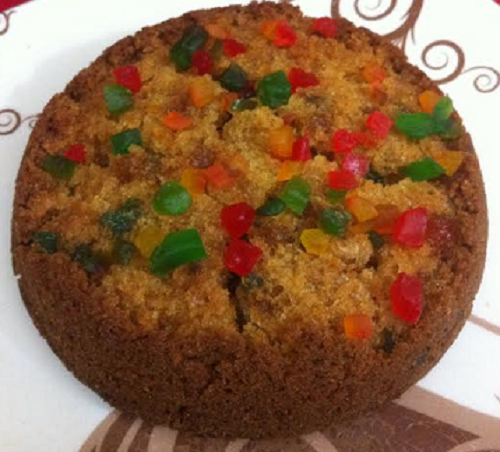
Tutti-frutti-kaka.

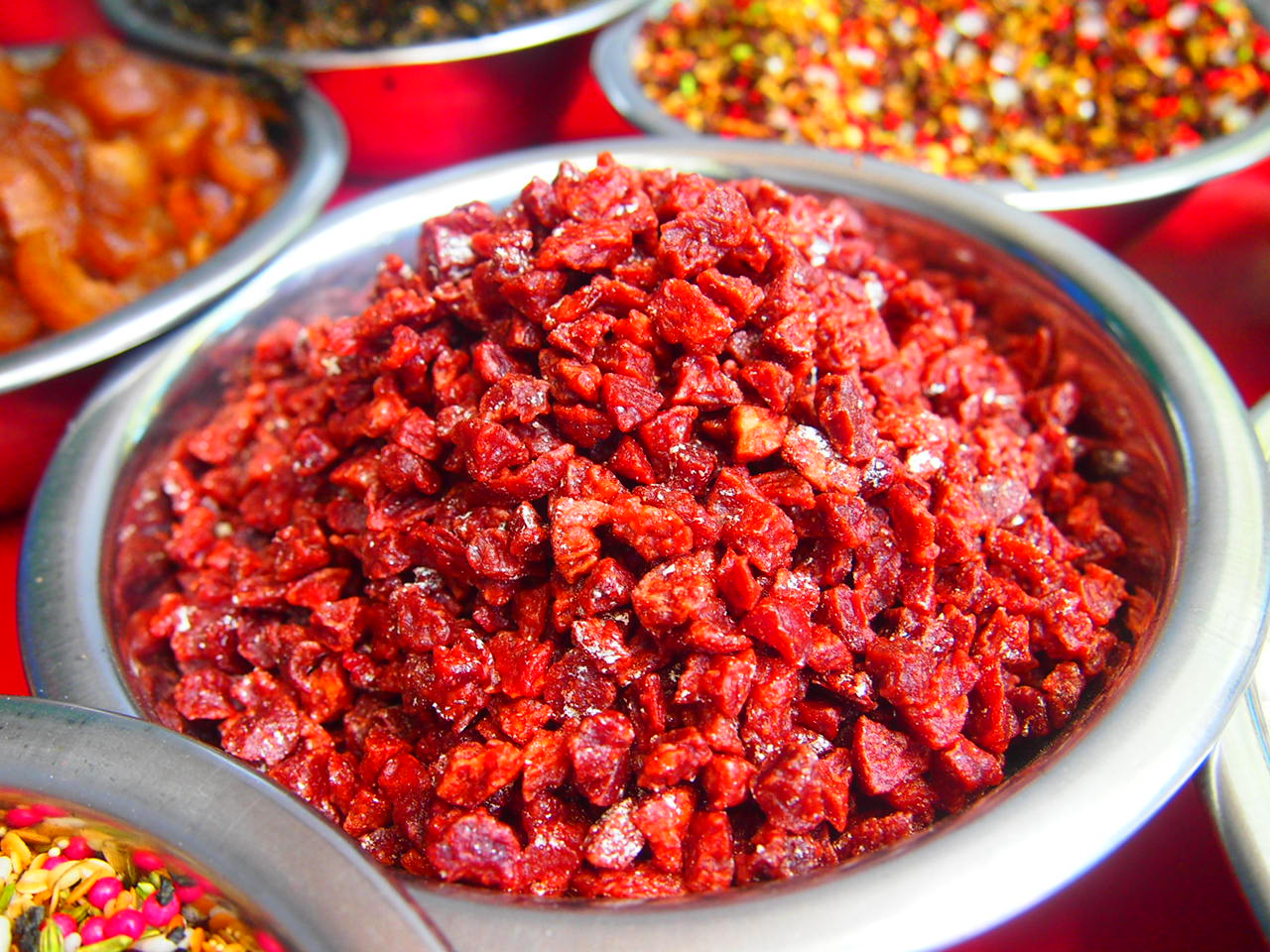
Indisk tutti-frutti.

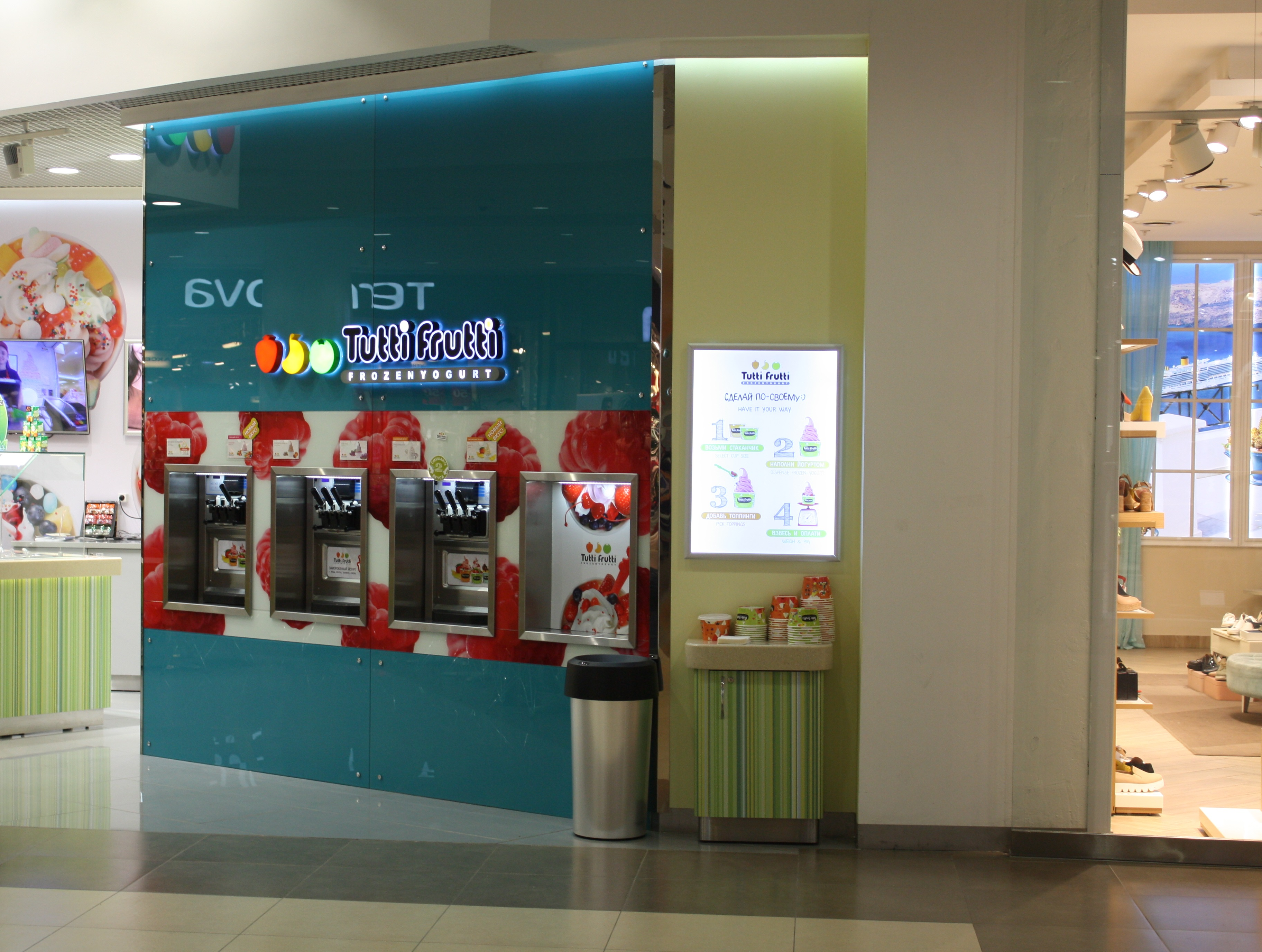
Försäljningsställe för frozen yoghurt med tuttifruttismak.

Tutti frutti, ibland skrivet med bindestreck tutti-frutti, eller hopskrivet tuttifrutti, är en färggrann sötsak som består av olika finhackade, ofta kanderade och ibland färgade frukter. Tuttifrutti kan även avse smaksättare med smak av olika frukter.
Vilken sorts sötsak som tutti frutti främst associeras med skiljer sig mycket geografiskt. Tutti frutti förekommer exempelvis i glass eller i mjuka kakor, ofta i form av en sockerkaka eller muffins. Tutti frutti kan även strös över glass, frozen yoghurt eller liknande.
Frukter som används i tutti-frutti-glass är bland annat körsbär, russin och ananas, och den amerikanska glassen innehåller ofta nötter. I Nederländerna refererar tutti-frutti främst till en kompott av torkad frukt som serveras som dessert. eller som ett tillbehör till en kötträtt, lite grann som en söt chutney. I Belgien förknippas tutti-frutti med en dessert som ofta innehåller torkade russin, aprikoser, korinter, plommon, dadlar och fikon.
I USA kan tutti-frutti referera till inlagd frukt i brandy eller någon annan sprit, men även till frukt som fått jäsa i en vätska av socker och jäst.
I engelsktalande Indien refererar tutti-frutti ofta till rå, kanderad papaya som är hackad i små bitar och ofta infärgad i starka färger som rött, grönt och gult. Dessa används främst i olika bakverk.

## Namn
Tutti frutti kommer från italienskans tutti i frutti, som betyder "alla frukter". Svenska akademiens ordbok, som definierar ordet som "fruktblandning eller fruktkompott", uppger att äldsta svenska källa är från 1857. Dock används ordet redan i december 1840 i en artikel i Aftonbladet där tutti frutti definieras som "ett mos av många frukter". Några år tidigare, närmare bestämt 1834, hade boken Tutti frutti; aus den Papieren des Verstorbenen av äventyraren och författaren Hermann von Pückler-Muskau kommit ut, en bok som även blev populär i Sverige.